# موشچونا کرولوسکا
موشچونا کرولوسکا (به لاتین: Moszczona Królewska) یک روستا در لهستان است که در گمینا میلنگک واقع شده‌است.